# Aušrā Dorsa
Aušrā Dorsa zijn lage heuvelruggen op de planeet Venus. De Aušrā Dorsa werden in 1985 genoemd naar Aušrā, godin van de dageraad in de Litouwse mythologie.
De richels hebben een lengte van 859 kilometer en bevinden zich in de quadrangles Fortuna Tessera (V-2) en Bereghinya Planitia (V-8).